# Жумат Шанін
Жума́т Шані́н (каз. Жұмат Шанин) — село у складі Баянаульського району Павлодарської області Казахстану. Адміністративний центр Куркелинського сільського округу.
Населення — 515 осіб (2021; 861 у 2009, 1014 у 1999, 1323 у 1989).
Національний склад станом на 1989 рік:
- казахи — 100 %

До 2017 року село мало назву Куркелі, до 1994 року — Южне.